# Миколай (Коцвар)
Митрополит Миколай (світське ім'я — Мікулаш Коцвар; словацьк. Mikuláš Kocvár, 19 грудня 1927 Ганіговце, район Сабінов, Пряшівський край, Чехословаччина - 30 січня 2006, Пряшів, Словаччина) — предстоятель Православної церкви Чеських земель і Словаччини з титулом «Архієпископ Пряшівський, митрополит Чеських земель і Словаччини».

## Біографія
Народився 19 грудня 1927 року в громаді Ганіговце поблизу Сабінова у Східній Словаччині. Навчався в Руській гімназії в м. Гуменне, потім у Православній семінарії в Празі.
У 1950 році прийняв сан священика і був призначений настоятелем православної парафії в селі Мікулашеве Бардіївського району.
У 1954 році вступив до Московської духовної академії, яку закінчив в 1959 році зі ступенем кандидата богослов'я, після чого служив на різних парафіях Пряшівської єпархії.
1 листопада 1962 призначений духівником Православного богословського факультету в Пряшеві. З 1 листопада 1964 року — секретар Пряшівської єпархії.
26 лютого 1965 року обраний єпархіальним зібранням на пряшівську кафедру. Тоді ж в каплиці Пряшівського богословського факультету був пострижений митрополитом Дорофєєм в чернецтво з ім'ям Миколай, а наступного дня зведений в сан архімандрита.
28 лютого відбулася його єпископська хіротонія, яку звершив митрополит Дорофей (Філіп), архієпископ Берлінський і Середньоєвропейський Кипріан (Зьорнов) і єпископ Михайлівський Мефодій (Міллі).
У 1966 році брав участь у Всеправославній нараді з питань діалогу з старокатоликами і англіканами в Белграді.
Брав участь в офіційних візитах представників Чехословацької Православної Церкви в Константинополь, Росію, Польщу, Грецію, Болгарію, Грузію, США.
З 1973 по 1976 рік працював викладачем Пряшівського православного богословського факультету, де читав систематичне богослов'я.
У 1976 році брав участь в співбесідах з Англіканської Церквою в Москві, а в 1983 році - в співбесідах з представниками протестантських Церков в Одесі. Був також учасником співбесід з Римо-католицькою Церквою в Барі.
У 1987 році рішенням Священного Синоду Чехословацької Православної Церкви зведений в сан архієпископа.
На початку 1990-х років в Словаччині за сприяння нової влади відбувався масовий перехід парафій в уніатство, в результаті чого православна Пряшівська єпархія втратила більше 90 % використовуваних храмів, парафіяльних будинків і будівлі єпархіального управління.
Після поділу Чехословацької республіки на дві держави в 1992 році очолив Митрополичу рада Словаччини з титулом «архієпископ Пряшівський і Словацький».
Після смерті митрополита Празького Дорофея на Десятому Помісному Соборі Православної Церкви Чеських земель і Словаччини 14 квітня 2000 був Помісним Собором обраний Предстоятелем Церкви з титулом «архієпископ Пряшівський, митрополит Чеських земель і Словаччини».
4 червня в кафедральному храмі Святого Олександра Невського в Пряшеві за участю представників Православних Церков і державної влади, Президента Словацької Республіки, закордонних гостей, духовенства та прихожан відбулася урочиста інтронізація.
Протягом останніх років він страждав на хворобу Паркінсона. Помер в ніч з 29 на 30 січня 2006 року на 79-му році життя.